# Alba Menéndez
Alba Menéndez Martínez (Zarauz, 14 de noviembre de 1991), es una jugadora de balonmano española que juega de lateral en la División de Honor española para el Súper Amara Bera Bera.

## Trayectoria
Comenzó jugando en la cantera de la Asociación Deportiva Zarauz y se incorporó desde el equipo juvenil al Bera Bera en 2009.
Con más de 700 goles a sus espaldas, había jugado todos los partidos oficiales con su club desde el 2015 y participó en la Copa de Europa entre la temporada 2012 a 2014, la EHF European Cup y la EHF European League (2020–23) habiendo marcado más de 11 goles en competiciones europeas.
En el 2017 fue elegida como capitana del equipo de San Sebastián.

### Clubes
- –2009: Asociación Deportiva Zarautz
- 2009–: Balonmano Bera Bera

#### Datos (Actualizados a septiembre de 2023[9])
| Liga     | Liga  | Copa     | Copa  | Europa   | Europa |
| Partidos | Goles | Partidos | Goles | Partidos | Goles  |
| -------- | ----- | -------- | ----- | -------- | ------ |
| 307      | 606   | 40       | 62    | 54       | 104    |

### Selección Española
Se proclamó campeona del mundo con la selección universitaria española en 2016, en Antequera, tras ganar en la final a Rumanía.
A pesar de su extensa carrera en el balonmano, no ha jugado con la selección nacional en categoría absoluta. Sí era una de las fijas en las convocatorias de la selección junior, con la que llegó a jugar el mundial Junior celebrado en Corea.

### Balonmano playa
También probó el balonmano playa y jugó con las Guerreras de Arena en el campeonato del mundo celebrado en Sochi en el 2018, donde el combinado nacional quedó en cuarto lugar al perder en el partido del tercer y cuarto puesto ante la selección brasileña.

## Palmarés

### Selección
- Campeona del Mundo Universitaria (2016)

### Clubes
- 10 x Liga española (2012–13, 2013–14, 2014–15, 2015–16, 2017–18, 2019–20, 2020–21, 2021–22, 2023-24, 2024-25)[13]
- 7 x Copa de la Reina: 2013, 2014, 2016, 2019, 2023, 2024, 2025
- 7 x Supercopa de España: (2007-08, 2012-13, 2013-14, 2014-15, 2015-16, 2016-17, 2018-19)
- 2 x Supercopa Ibérica (2023, 2024)

### Galardones individuales
- Mejor deportista[14] de Guipúzcoa (2022)
- Medalla e Insignia de Bronce de la RFEBM (2025)[15]

## Vida
Disfruta de las colinas de Talaimendi y del sonido de la playa en su Zarauz natal.